# Иоффе, Иеремия Исаевич
Иереми́я Иса́евич Ио́ффе (1 (13) августа 1891, Нежин, Черниговская губерния, Российская империя — 14 августа 1947, Булдури, СССР) — советский музыковед и искусствовед, теоретик синтеза искусств.

## Биография
Окончил филологическое отделение Ленинградского педагогического института им. А. И. Герцена (1922). В 1923—1938 годах преподавал там же, затем на историческом факультете в Ленинградском университете, с 1942 года заведовал кафедрой искусствоведения, профессор. Одновременно в 1935—1941 годах старший научный сотрудник Ленинградского института театра и музыки. Доктор искусствоведения (1940, диссертация «Синтетическая история искусств»).
Основные труды Иоффе посвящены истории музыкально-драматического искусства, особенно оперного: книга «Мистерия и опера (Немецкое искусство XVI—XVIII вв.)» (1937), статья «От бытовой комедии к исторической трагедии», составившая основу брошюры «Война буффонов и борьба за реализм во французской музыке XVIII века» (1933). В этих сочинениях, как и в работах более общего порядка — книге «Кризис современного искусства (литература, живопись, музыка)» (1925) и обширной монографии «Культура и стиль. Система и принципы социологии искусств. Литература, живопись, музыка натурального товарно-денежного индустриального хозяйства» (1927), Иоффе делал акцент на социально-классовом аспекте развития искусства. Среди других трудов Иоффе — книга «Музыка советского кино. Основы музыкальной драматургии» (1938). По мнению современных исследователей, однако, наибольшее значение имеет мультидисциплинарный подход Иоффе к изучению искусства в целом, реализованный в его докторской диссертации: «Понимание мультидисциплинарного метода по Иоффе сохраняет идею художественной практики как целого, в котором доминируют в зависимости от запросов времени те или иные отрасли творчества».
К ученикам Иоффе принадлежал М. С. Каган.